# Rakvere JK Tarvas
Rakvere JK Tarvas – estoński klub piłkarski, mający siedzibę w Rakvere, w prowincji Virumaa Zachodnia na północy kraju.

## Historia
Chronologia nazw:
- 2004: Rakvere JK
- 2005: Virumaa JK Rakvere
- 2008: Rakvere FC Flora
- 2011: Rakvere JK Tarvas

Klub został założony w 2004 roku jako Rakvere JK. W debiutowym sezonie 2004 zespół zwyciężył w grupie Wschód V ligi. W 2005 z nazwą Virumaa JK Rakvere był trzecim, a w 2006 drugim w III lidze. W 2007 zespół występował w drugiej lidze, w której zajął 2 miejsce w grupie północno-wschodniej. W 2008 klub został związany umową z Flora Tallinn i przyjął nazwę Rakvere FC Flora. W latach 2008-2010 występował w pierwszej lidze. W 2010 jednak nie utrzymał się w niej i w spadł z powrotem do II ligi. W 2011 zmienił nazwę na Rakvere JK Tarvas, zajął pierwsze miejsce i powrócił do pierwszej ligi. W 2012 uplasował się na trzeciej, a w 2013 na czwartej pozycji, ale w meczach play-off nie potrafił zdobyć awans. Sezon 2015 zakończył na 4. miejscu i po raz pierwszy zdobył awans do najwyższej ligi Mistrzostw Estonii.

## Sukcesy

### Trofea międzynarodowe
Nie uczestniczył w rozgrywkach europejskich (stan na 31-05-2015).

### Trofea krajowe
| \| \| Zdobyte trofea w rozgrywkach Estonii (stan na: 31-12-2015) \| |                                                            |      |            |
| Rozgrywki                                                           | Osiągnięcie                                                | Razy | Sezon(y)   |
| Mistrzostwo                                                         | I miejsce                                                  | 0    |            |
| Mistrzostwo                                                         | II miejsce                                                 | 0    |            |
| Mistrzostwo                                                         | III miejsce                                                | 0    |            |
| Mistrzostwo                                                         | ? miejsce                                                  | 1    | 2016       |
| Puchar                                                              | zdobywca                                                   | 0    |            |
| Puchar                                                              | finalista                                                  | 0    |            |
| Puchar                                                              | 1/8 finału                                                 | 2    | 2007, 2012 |
| II liga                                                             | I miejsce                                                  | 0    |            |
| II liga                                                             | II miejsce                                                 | 0    |            |
| II liga                                                             | III miejsce                                                | 1    | 2012       |
| Estonia                                                             | Zdobyte trofea w rozgrywkach Estonii (stan na: 31-12-2015) |      |            |

- II Liiga (III liga):
  - mistrz (1x): 2011
  - wicemistrz (1x): 2007

## Stadion
Klub rozgrywa swoje mecze domowe na stadionie Miejskim w mieście Rakvere, który może pomieścić 1785 widzów.

## Piłkarze
| Nr | Poz. | Piłkarz                 |
| -- | ---- | ----------------------- |
| 1  | BR   | Mikhail Kolesnikov      |
| 2  | PO   | Alari Aunapuu           |
| 3  | OB   | Rain Ööpik              |
| 4  | OB   | Kaarel Saar             |
| 5  | OB   | Märten Kuusk            |
| 7  | NA   | Rainer Võsaste          |
| 8  | OB   | Taavi Münter            |
| 10 | PO   | Silvio                  |
| 11 | PO   | Toomas Kiis             |
| 13 | PO   | Erkki Kubber            |
| 14 | PO   | Stanislav Goldberg      |
| 15 | OB   | Siim Rannamäe           |
| 16 | OB   | Jaanus Kaasik           |
| 17 | PO   | Alari Tovstik (kapitan) |

| Nr | Poz. | Piłkarz         |
| -- | ---- | --------------- |
| 18 | OB   | Mihkel Saar     |
| 19 | NA   | Tarmo Rebane    |
| 21 | PO   | Mario Kuokkanen |
| 22 | PO   | Joonas Ljaš     |
| 23 | PO   | Madis Reimal    |
| 26 | OB   | Elar Tovstik    |
| 27 | PO   | Taavi Trasberg  |
| 30 | BR   | Sander Susi     |
| 32 | NA   | Reijo Kuusik    |
| 45 | OB   | Aleksei Larin   |
| 47 | NA   | Juhan Jograf    |
| 50 | OB   | Sten Tammik     |
| 69 | OB   | Mihkel Gull     |
| 91 | NA   | Henri Hang      |

## Trenerzy
- 2004–2005:  Jaak Proosa
- 2005–2007:  Ain Mets
- 2008–20.07.2008:  Mati Pari
- 20.07.2008–2008:  Urmas Kirs
- 2009:  Sergei Zamogilnõi
- 2010:  Jan Važinski
- 2011–02.07.2014:  Reijo Kuusik
- 03.07.2014–...:  Valeri Bondarenko